# 적량초등학교
적량초등학교는 대한민국 경상남도 하동군 적량면 관리에 있는 공립 초등학교이다.

## 학교 연혁
- 1931년 9월 9일 적량공립보통학교(4년제) 개교설립인가 8월 20일
- 1934년 3월 20일 6년제 6학급 편성
- 1938년 4월 1일 적량공립심상소학교 개칭[1]
- 1941년 4월 1일 적량공립국민학교 개칭[2]
- 1962년 9월 9일 영신분교장 개교
- 1967년 11월 28일 우계분교장 개교
- 1978년 1월 3일 병설유치원 개원
- 1992년 3월 1일 우계분교장 통합
- 1994년 3월 1일 삼화분교장 본교 편입
- 1996년 3월 1일 적량초등학교로 개칭[3]
- 1999년 3월 1일 삼화분교장 통합
- 2007년 3월 1일 영신분교장 통합
- 2011년 9월 1일 병설유치원 폐원
- 2014년 3월 1일 특수학급 1학급 설치 운영
- 2022년 1월 13일 제87회 2명 졸업(졸업생 총수: 4,658명)
- 2022년 3월 1일 제30대 박말숙 교장 부임

## 학교 상징
- 교화 - 개나리 : 개나리는 물푸레나무과의 낙엽관목으로 봄이 되면 온 세상을 노랗게 물들여 봄을 아름답게 꾸며주고 있어, 꿈과 슬기를 가지고 세상을 아름답게 살아가는 적량 어린이의 모습이다.
- 교목 - 중국단풍나무 : 중국단풍나무는 단풍나무과의 낙엽수로 어두운 곳에서도 싱그러움을 잃지 않고 튼튼하게 자라는 나무로 싱그럽고 튼튼하게 자라는 적량 어린이의 모습을 담고 있다.

## 참고 자료
- 적량초등학교 - 한국교육학술정보원 학교알리미